# Roque Santeiro
Roque Santeiro é uma telenovela brasileira produzida pela Central Globo de Produção e exibida pela TV Globo de 24 de junho de 1985 até 21 de fevereiro de 1986, em 209 capítulos. Substituiu Corpo a Corpo e foi substituída por Selva de Pedra, sendo a 34.ª "novela das oito" exibida pela emissora.
Baseada na peça teatral O Berço do Herói, escrita em 1965 por Dias Gomes, também autor da trama, foi desenvolvida junto com Aguinaldo Silva. Dias escreveu até ao capítulo 51 e do 162 até o último, enquanto Aguinaldo assinou dos capítulos 52 ao 161; com a colaboração de Marcílio Moraes e Joaquim Assis. A direção foi de Gonzaga Blota, Marcos Paulo e Jayme Monjardim, e com a direção geral de Paulo Ubiratan.
Contou com as atuações de José Wilker, Regina Duarte, Lima Duarte, Yoná Magalhães, Fábio Jr., Lídia Brondi, Lucinha Lins e Ary Fontoura nos papéis principais.
Roque Santeiro é considerada a novela de maior audiência da televisão brasileira, junto com Tieta.

## Enredo
A história desenrola-se na fictícia cidade de Asa Branca. Dezessete anos antes, o coroinha Luís Roque Duarte (José Wilker), conhecido como "Roque Santeiro", por esculpir imagens sacras, teria morrido ao defender a população dos capangas do perigoso Navalhada (Oswaldo Loureiro), que havia invadido a localidade. Santificado pelo povo local, que atribui milagres à sua imagem, e outras pessoas que buscavam até mesmo a sua canonização, Roque Santeiro tornou-se uma lenda e fez Asa Branca prosperar com sua história de heroísmo. Mas também despertou o interesse de muitos que se aproveitaram da lenda para lucrar. Mas, para desespero dos poderosos, Roque Santeiro não morreu, volta para a cidade e ameaça pôr fim ao mito.
Os representantes das forças políticas, religiosas e econômicas de Asa Branca se dividem entre os que defendem que a verdade deve ser revelada e os que querem manter a farsa porque lucram com ela. Os que se sentem ameaçados pelo retorno de Roque são o conservador padre Hipólito (Paulo Gracindo), o Prefeito Florindo Abelha (Ary Fontoura), o comerciante Zé das Medalhas (Armando Bógus) – principal explorador da sua imagem – e o todo-poderoso fazendeiro Sinhozinho Malta ou Chico Malta (Lima Duarte), que mantém uma relação com a fogosa e extravagante Porcina da Silva (Regina Duarte), a suposta viúva de Roque Santeiro - "a que foi sem nunca ter sido" -, e vê seu relacionamento ameaçado com a presença dele.
À frente daqueles que desejam revelar a verdade aos habitantes de Asa Branca está padre Albano (Cláudio Cavalcanti), que faz o contraponto com padre Hipólito, personagem que focava a divisão da Igreja Católica entre os tradicionalistas e os adeptos da teologia da libertação, tema em voga na época. Progressista, padre Albano luta a favor dos trabalhadores de Asa Branca e faz de tudo para revelar que o mito de Roque Santeiro não passa de uma farsa. Ele, no entanto, acaba por se apaixonar por Tânia (Lídia Brondi), a contestadora filha de Sinhozinho Malta, e vê-se dividido entre o amor e o sacerdócio.
O retorno de Roque a Asa Branca atinge também a vida de Mocinha (Lucinha Lins), apaixonada por ele e que fora sua verdadeira noiva antes da invasão de Navalhada. Ela nunca se conformou com o desaparecimento dele manteve-se virgem à sua espera, mesmo pensando que ele estivesse morto. Mocinha guarda ressentimento a Porcina por ela ter sido a suposta esposa de Roque Santeiro.
A cidade também fica agitada com a chegada de Matilde (Yoná Magalhães), amiga de Sinhozinho Malta, que constrói na cidade o seu único hotel, a Pousada do Sossego, e traz consigo do Rio de Janeiro duas sensuais dançarinas, Ninon (Cláudia Raia) e Rosaly (Ísis de Oliveira), para trabalharem na sua boate Sexu's, enfrentando a oposição do padre Hipólito e das beatas, comandadas por Dona Pombinha Abelha (Eloísa Mafalda).
Chega ainda à cidade a equipe de filmagem de Gérson do Valle (Ewerton de Castro), o cineasta que filmará "A Saga de Roque Santeiro". O filme tem como astros principais a atriz Linda Bastos (Patrícia Pillar), por quem Gérson é apaixonado, e Roberto Mathias (Fábio Jr.), um mulherengo que acaba por se envolver com Porcina, com Tânia, e com Dona Lulu Aragão (Cássia Kiss), a reprimida esposa de Zé das Medalhas.
Um mistério que desperta a curiosidade na população de Asa Branca é saber quem é o lobisomem que aparece nas noites de lua cheia atacando as mulheres. O principal suspeito é o taciturno professor Astromar Junqueira (Ruy Resende), por conta de seus hábitos um tanto sombrios. Ele é apaixonado por Mocinha e apesar da aprovação dos pais dela, ela o rejeita.

## Elenco
| Intérprete           | Personagem                                  |
| -------------------- | ------------------------------------------- |
| José Wilker          | Luís Roque Duarte (Roque Santeiro)          |
| Regina Duarte        | Porcina da Silva (Viúva Porcina)            |
| Lima Duarte          | Francisco Teixeira Malta (Sinhozinho Malta) |
| Yoná Magalhães       | Matilde Mendes de Oliveira                  |
| Lucinha Lins         | Mocinha Abelha                              |
| Paulo Gracindo       | Padre Hipólito                              |
| Lídia Brondi         | Tânia Magalhães Malta                       |
| Fábio Júnior         | Roberto Mathias                             |
| Cláudio Cavalcanti   | Padre Albano Rodrigues                      |
| Ary Fontoura         | Florindo Abelha (Seu Flô)                   |
| Eloísa Mafalda       | Ambrosina Abelha (Dona Pombinha)            |
| Armando Bógus        | José Ribamar de Aragão (Zé das Medalhas)    |
| Cássia Kis Magro     | Lugolina de Aragão (Lulu)                   |
| Patrícia Pillar      | Linda Bastos França                         |
| Rui Resende          | Professor Astromar Junqueira                |
| Luiz Armando Queiroz | Tito Moreira França                         |
| Ewerton de Castro    | Gérson do Valle                             |
| Ilva Niño            | Filismina (Mina)                            |
| Nélia Paula          | Amparito Hernandez / Maria do Amparo        |
| Othon Bastos         | Ronaldo César                               |
| Oswaldo Loureiro     | Aparício Limeira (Navalhada)                |
| Elisângela           | Marilda Mathias                             |
| Alexandre Frota      | Luiz Cláudio (Luizão)                       |
| João Carlos Barroso  | Toninho Jiló                                |
| Arnaud Rodrigues     | Cego Jeremias                               |
| Nelson Dantas        | Salustiano Duarte (Beato Salu)              |
| Wanda Kosmo          | Marcelina Magalhães                         |
| Maurício do Valle    | Delegado Feijó                              |
| Cláudia Raia         | Ninon / Maria do Carmo                      |
| Ísis de Oliveira     | Rosaly                                      |
| Maurício Mattar      | João Duarte (João Ligeiro)                  |
| Cláudia Costa        | Carla                                       |
| Tony Tornado         | Rodésio                                     |
| Luiz Magnelli        | Decembrino                                  |
| Lícia Magna          | Ciana                                       |
| Cristina Galvão      | Dondinha                                    |
| Waldyr Sant'anna     | Terêncio Apolinário                         |
| Sandro Solviatti     | Sua Majestade                               |
| Ana Luiza Folly      | Noêmia                                      |
| Gabriela Bicalho     | Cristina de Aragão (Tininha)                |
| Bruno César          | Raul de Aragão (Raulzinho)                  |
| Malik dos Santos     | (Tiquinho)                                  |

### Participações especiais
| Intérprete         | Personagem                                                            |
| ------------------ | --------------------------------------------------------------------- |
| Lílian Lemmertz    | Margarida Magalhães Malta                                             |
| Tarcísio Meira     | Coronel Emerenciano Castor                                            |
| Regina Dourado     | Efigênia Limeira                                                      |
| Angela Leal        | Odete Limeira                                                         |
| Milton Gonçalves   | Promotor Lourival Prata                                               |
| Lutero Luiz        | Dr. Cazuza Amaral / Teodorico Carlos Zureta                           |
| Edyr de Castro     | Nininha                                                               |
| Leina Krespi       | Maria Igarapé / Idalvina                                              |
| Vera Manhães       | Neusa Prata                                                           |
| Ângela Figueiredo  | Selma Sotero                                                          |
| Dedina Bernardelli | Ângela Flores                                                         |
| Marcos Paulo       | Jorge de Lima                                                         |
| Dennis Carvalho    | Marcos Tomazzini                                                      |
| Arthur Costa Filho | Dr. Denílson (Dr. Cipó)                                               |
| Paulo César Pereio | Delegado José Benevides                                               |
| Ivan Setta         | Ivan                                                                  |
| Cininha de Paula   | Berenice                                                              |
| Walter Breda       | Francisco                                                             |
| Fernando José      | Oliveira                                                              |
| José de Freitas    | Deputado Ferreira de Jesus                                            |
| Heloísa Helena     | Madre Felícia                                                         |
| Vera Lúcia         | Tia Sinhá Maria                                                       |
| Cláudio Gaya       | Jurandir                                                              |
| Jorge Fernando     | Lúcio Armando                                                         |
| Alfredo Murphy     | Alemão                                                                |
| Gilson Moura       | Sebastião Evangelino (Tião)                                           |
| Manoel Theodoro    | Seu Devagar                                                           |
| Guaracy Valente    | Antônio das Tintas                                                    |
| Sílvio Pozatto     | Helinho                                                               |
| Lídia Iório        | Sinhá Maria                                                           |
| Ivan Simões        | Zé Colméia                                                            |
| João Reys          | Pedro Afonso                                                          |
| Lu Mendonça        | mãe de Porcina                                                        |
| Tonico Pereira     | novo pintor da igreja                                                 |
| Hemílcio Fróes     | fiscal do governo                                                     |
| Denny Perrier      | guia turístico                                                        |
| Antônio Pitanga    | líder dos jagunços                                                    |
| Valter Santos      | matador                                                               |
| Fernando Almeida   | Pratinha, filho de Lourival                                           |
| Zé Préa            | morador de Asa Branca                                                 |
| Jorge Coutinho     | morador de Vila Miséria quem encontrou as crianças de Zé das Medalhas |
| Dhu Moraes         | moradora de Vila Miséria                                              |
| Izabella Bicalho   | Porcina (criança)                                                     |
| Gabriela Senra     | Lulu (criança)                                                        |
| Luiz Rigoni        | ele mesmo[carece de fontes?]                                          |
| Tonico e Tinoco    | eles mesmos[carece de fontes?]                                        |

## Antecedentes e produção
Dias Gomes se inspirou na peça teatral de sua autoria, O Berço do Herói, que já havia sido censurada e proibida em 1965, para escrever Roque Santeiro. A telenovela seria exibida a partir do dia 27 de agosto de 1975, pela TV Globo, substituindo Escalada, novela de Lauro César Muniz. Trinta capítulos foram gravados e chamadas anunciavam o programa, mas na data da estreia a emissora recebeu um ofício do Departamento de Ordem Política e Social do governo federal proibindo pela primeira vez a exibição de uma telenovela no Brasil. O motivo da censura foi uma escuta telefônica do governo, em que foi gravada uma conversa de Dias Gomes afirmando que Roque Santeiro era apenas uma forma de enganar os militares, adaptando O Berço do Herói para a televisão, com ligeiras modificações que fariam com que os militares não percebessem que se tratava da mesma obra. Em meio à comoção da equipe, a emissora teve apenas três meses para preparar uma outra novela, e para preencher o buraco na programação, foi exibida uma reprise compacta do grande sucesso Selva de Pedra, novela de Janete Clair, posteriormente substituída por Pecado Capital, da mesma autora e um dos maiores sucessos da emissora na época. Para a realização desta novela, parte do elenco e dos cenários de Roque Santeiro foram reaproveitados.
Após 10 anos, já no governo civil de José Sarney, a telenovela foi finalmente liberada e pôde ser exibida. Porém mesmo assim, a exibição esteve condicionada a varias restrições, como por exemplo, o corte de insinuações de homossexualidade, cenas de adultério e até mesmo algumas palavras consideradas de baixo calão. Em outubro de 1985, após uma crítica do autor Dias Gomes sobre a nova censura, o Ministro da Justiça Fernando Lyra, ao qual à DCDP era subordinada proibiu quaisquer cortes na trama e afirmou que o órgão deveria funcionar como caráter classificatório, devendo tramas problemáticas ser trocadas de horário e não censuradas. Para não criar mais conflitos com o Ministério, o chefe da DCDP, Coriolano de Loyola Cabral Fagundes, passou a liberar todo o conteúdo da novela.
Por consideração aos artistas envolvidos no trabalho original, o mesmo elenco foi convidado a participar da nova versão da novela, com seus respectivos personagens. Porém, Francisco Cuoco e Betty Faria recusaram os papéis principais de Roque Santeiro e Viúva Porcina. Já Lima Duarte retornou à produção novamente como o inesquecível Sinhozinho Malta. Além dele, alguns atores originais retornaram à produção interpretando os mesmos personagens, como João Carlos Barroso, Luiz Armando Queiroz e Ilva Niño.
Milton Gonçalves, que interpretava o padre Honório (nome esse trocado para Hipólito) na versão censurada, ganhou o papel do promotor público Lourival Prata; Elizângela, também, participou da versão censurada teve seu papel alterado para viver Marilda, esposa de Roberto Mathias, interpretado por Fábio Júnior. Dennis Carvalho, que interpretou Roberto Mathias em 1975 viveu Tomazini em 1985. Lutero Luiz, que interpretou o prefeito Flô viveu o personagem Dr. Cazuza Amaral.
Sônia Braga, Vera Fischer, Marília Pera e Fernanda Montenegro chegaram a fazer testes para o papel da fogosa Viúva Porcina, que acabou sendo interpretada por Regina Duarte. O entrosamento entre o casal de personagens Porcina e Sinhozinho Malta foi perfeito e rendeu boas críticas. Segundo Lima Duarte, teria emprestado um tom mais engraçado a seu personagem, diferente de quando contracenava com Betty Faria, na versão censurada da novela. O autor Aguinaldo Silva passou a escrever a novela a partir do capítulo 51, com a incumbência de dar continuidade à trama. Para isso, contou com a colaboração de três profissionais: os escritores Marcílio Moraes e Joaquim Assis, e a pesquisadora Lilian Garcia. Segundo Aguinaldo, quase no final da trama, por volta do capítulo 163, Dias Gomes declarou que gostaria de finalizar a novela e, assim, escreveu os capítulos finais.
Fatigado com a TV e seu ritmo acelerado de produção, o autor Dias Gomes convocou Aguinaldo Silva para auxiliá-lo e ser coautor da novela. Do total de 209 capítulos de Roque Santeiro, Dias Gomes compôs 99: os 51 iniciais (que já estavam escritos anteriormente da primeira versão, de 1975) e os 48 últimos. Aguinaldo Silva refez os 51 capítulos iniciais, que passaram por ajustes pontuais, e escreveu o miolo, com 110 capítulos. Apesar de dividirem a autoria, Dias Gomes e Aguinaldo Silva acabaram tornando públicos os ciúmes e as disputas pela glória do sucesso televisivo nacional de Roque Santeiro. No período em que esteve ausente, Dias Gomes viajou para a Europa onde ficou uns três meses, quando ele retornou teria se irritado com a exposição de Aguinaldo na mídia por causa deste sucesso. A menos de dois meses do fim da trama, o choque entre os autores se agravou e a Globo teve de intervir. Eles disputavam direitos autorais. Porém, mais do que lucros, o que cada um queria era reivindicar para si a criação intelectual do fenômeno.

## Exibição
Foi reprisada pela primeira vez na Sessão Aventura entre 1 de julho de 1991 a 20 de janeiro de 1992, às 17h, em 135 capítulos.
Foi reprisada pela segunda vez no Vale a Pena Ver de Novo entre 11 de dezembro de 2000 a 29 de junho de 2001, substituindo A Próxima Vítima e sendo substituída por Você Decide, em 145 capítulos.
Foi reprisada na íntegra pela primeira vez no Viva, entre 18 de julho de 2011 a 4 de maio de 2012, substituindo Vale Tudo e sendo substituída por Que Rei Sou Eu?, à 00h15.. Foi reprisada pela segunda vez no mesmo canal de 4 de novembro de 2024 a 4 de julho de 2025, substituindo A Viagem e sendo substituída por Por Amor, inicialmente às 12h15, com reprises às 2h. Foi também uma das últimas novelas do canal Viva, que passou-se a chamar-se Globoplay Novelas em 9 de junho de 2025, de onde a trama seria concluída, tendo também seu horário alterado, indo para a faixa das 11h15, com reprises ás 19h20.

### Exibição internacional
Foi exibida em Portugal, pela RTP1, entre 12 de outubro de 1987 e 3 de agosto de 1988, no horário das 20h30, totalizando os 209 capítulos originais. Foi reexibida no mesmo país, pela SIC, em 1993, no horário das 18h e mais tarde das 17h, em uma versão de 180 capítulos. Em 2001, a novela foi reexibida através do canal GNT, no horário das 20h. 
Foi reexibido na Globo Portugal, entre 14 de outubro de 2024 e 13 de junho de 2025, no horário das 13h.

### Outras mídias
Em agosto de 2010, foi lançada em um box de dezesseis DVDs pela Globo Marcas.
Em 21 de junho de 2021, foi disponibilizada na íntegra pelo Globoplay, como parte do Projeto Resgate.

## Música
A trilha sonora da novela foi um grande sucesso, tendo o volume 1 vendido mais de 500.000 cópias em apenas três meses. O volume 2 trazia outros grandes sucessos: Roque Santeiro foi a primeira novela da emissora com duas trilhas totalmente nacionais, diferenciando-se de outras telenovelas, que costumavam ter uma trilha nacional e outra internacional.
Várias das canções dos álbuns ficaram entre as mais tocadas de 1985, como: "Dona" (2ª), "Vitoriosa" (6ª), "Sem Pecado e Sem Juízo" (17ª), "De Volta pro Aconchego" (24ª), "Chora Coração" (43ª), "Isso Aqui Tá Bom Demais" (45ª), "Coração Aprendiz" (55ª), "Coisas do Coração" (73ª), "Mistérios da Meia Noite" (79ª), "Verdades e Mentiras" (83ª), "A Outra" (84ª) e "Mal Nenhum" (98ª).
A partir de Roque Santeiro Nacional (volume 1) a TV Globo passou a usar com maior recorrência atores e atrizes das novelas nas capas de suas trilhas sonoras. 

### Volume 1
- Formatos: LP (403.6326) e K7 (740.6326)
- Capa: Regina Duarte

| N.º | Título                    | Música                       | Personagem              | Duração |  |
| 1.  | "Isso Aqui Tá Bom Demais" | Dominguinhos e Chico Buarque | Sinhozinho Malta        | 3:17    |  |
| 2.  | "A Outra"                 | Simone                       | Lulu                    | 3:18    |  |
| 3.  | "Sem Pecado e Sem Juízo"  | Baby Consuelo                | Linda e Gerson          | 4:54    |  |
| 4.  | "Chora Coração"           | Wando                        | Mocinha                 | 3:48    |  |
| 5.  | "Mistérios da Meia-Noite" | Zé Ramalho                   | Professor Astromar      | 3:20    |  |
| 6.  | "Santa Fé"                | Moraes Moreira               | Abertura                | 2:20    |  |
| 7.  | "Dona"                    | Roupa Nova                   | Porcina                 | 4:00    |  |
| 8.  | "De Volta pro Aconchego"  | Elba Ramalho                 | Roque                   | 4:39    |  |
| 9.  | "Indecente"               | Anne Duá                     | Matilde                 | 3:26    |  |
| 10. | "Coração Aprendiz"        | Fafá de Belém                | Tânia e Roberto Mathias | 3:18    |  |
| 11. | "Roque Santeiro"          | Sá & Guarabyra               | Locação: "Asa Branca"   | 3:09    |  |
| 12. | "Cópias Mal Feitas"       | Alceu Valença                | Zé das Medalhas         | 2:56    |  |

### Volume 2
- Formatos: LP (530.007) e K7 (570.007)
- Capa: Lima Duarte, Regina Duarte e José Wilker

| N.º | Título                     | Música                    | Personagem             | Duração |  |
| 1.  | "Malandro Sou Eu"          | Beth Carvalho             | Roque                  | 3:17    |  |
| 2.  | "Coisas do Coração"        | Ritchie                   | Tânia                  | 3:05    |  |
| 3.  | "Pelo Sim, Pelo Não"       | Cláudio Nucci e Zé Renato | Sinhozinho Malta       | 3:25    |  |
| 4.  | "Vitoriosa"                | Ivan Lins                 | Lulu                   | 3:39    |  |
| 5.  | "Fruta Mulher"             | Nana Caymmi               | Matilde                | 3:46    |  |
| 6.  | "Verdades e Mentiras"      | Sá & Guarabyra            | Locação: "Asa Branca"  | 3:26    |  |
| 7.  | "Mil e uma Noites de Amor" | Pepeu Gomes               | Linda e Gerson         | 3:58    |  |
| 8.  | "A Hora e a Vez"           | Cláudio Nucci e Zé Renato | Porcina                | 3:18    |  |
| 9.  | "Mal Nenhum"               | Joanna                    | Ninon e Delegado Feijó | 3:14    |  |
| 10. | "Entra e Sai de Amor"      | Altay Veloso              | Tânia e Padre Albano   | 3:29    |  |
| 11. | "Amparito Amor"            | Cauby Peixoto             | Amparito               | 2:53    |  |
| 12. | "Mal de Raiz"              | MPB4                      | Mocinha                | 3:42    |  |

### Reedições
Em 1991, por ocasião da reexibição da novela, o álbum do volume 1 da trilha sonora nacional foi relançado, tendo-lhe sido adicionadas duas canções do volume 2, que não foi relançado na época. Em 2001, essa versão ampliada foi reeditada em CD, sem a faixa "A Outra", como parte da série "Campeões de Audiência - Agora em CD" e renomeada para "O Melhor de Roque Santeiro".
| Volume 1 - 2ª Edição (1991): LP (406.0131) e K7 (746.0131) / CD (3020-2, 2001) |                                                                                          |                |                              |         |  |
| N.º                                                                            | Título                                                                                   | Compositor(es) | Intérprete                   | Duração |  |
| 1.                                                                             | "Isso Aqui Tá Bom Demais" (tema de Sinhozinho Malta)                                     |                | Dominguinhos / Chico Buarque | 3:17    |  |
| 2.                                                                             | "A Outra" (tema de Lulu)                                                                 |                | Simone                       | 3:18    |  |
| 3.                                                                             | "Sem Pecado e Sem Juízo" (tema de Linda e Gerson)                                        |                | Baby Consuelo                | 4:54    |  |
| 4.                                                                             | "Chora Coração" (tema de Mocinha)                                                        |                | Wando                        | 3:48    |  |
| 5.                                                                             | "Mistérios da Meia-Noite" (tema do Lobisomem/professor Astromar)                         |                | Zé Ramalho                   | 3:20    |  |
| 6.                                                                             | "Santa Fé" (tema de Abertura)                                                            |                | Moraes Moreira               | 2:20    |  |
| 7.                                                                             | "Vitoriosa" (tema de Lulu)                                                               |                | Ivan Lins                    | 3:39    |  |
| 8.                                                                             | "Dona" (tema de Porcina)                                                                 |                | Roupa Nova                   | 4:00    |  |
| 9.                                                                             | "De Volta pro Aconchego" (tema de Roque)                                                 |                | Elba Ramalho                 | 4:39    |  |
| 10.                                                                            | "Indecente" (tema de Matilde)                                                            |                | Anne Duá                     | 3:26    |  |
| 11.                                                                            | "Coração Aprendiz" (tema de Tânia)                                                       |                | Fafá de Belém                | 3:18    |  |
| 12.                                                                            | "Roque Santeiro" (tema de locação: Asa Branca)                                           |                | Sá & Guarabyra               | 3:09    |  |
| 13.                                                                            | "Cópias Mal Feitas [música incidental: Dezessete na Corrente]" (tema de Zé das Medalhas) |                | Alceu Valença                | 2:56    |  |
| 14.                                                                            | "Verdades e Mentiras" (tema de locação: Asa Branca)                                      |                | Sá & Guarabyra               | 3:15    |  |

### Versões internacionais
Por iniciativa da CBS, gravadora de origem de grande parte dos artistas presente nos dois álbuns da trilha sonora da novela, foram lançados LPs em outros países onde a novela fez sucesso. A Polygram lançou um álbum em Portugal com os artistas da editora.
| LP Portugal (1987) |                            |                |                           |         |  |
| N.º                | Título                     | Compositor(es) | Intérprete                | Duração |  |
| 1.                 | "Sem Pecado e Sem Juízo"   |                | Baby Consuelo             |         |  |
| 2.                 | "Coração Aprendiz"         |                | Fafá de Belém             |         |  |
| 3.                 | "Santa Fé"                 |                | Moraes Moreira            |         |  |
| 4.                 | "A Hora e a Vez"           |                | Cláudio Nucci e Zé Renato |         |  |
| 5.                 | "Coisas do Coração"        |                | Ritchie                   |         |  |
| 6.                 | "Fruta Mulher"             |                | Nana Caymmi               |         |  |
| 7.                 | "Mil e Uma Noites de Amor" |                | Pepeu Gomes               |         |  |
| 8.                 | "Indecente"                |                | Anne Duá                  |         |  |
| 9.                 | "Mistérios da Meia-Noite"  |                | Zé Ramalho                |         |  |
| 10.                | "A Outra"                  |                | Simone                    |         |  |
| 11.                | "Pelo Sim, Pelo Não"       |                | Cláudio Nucci e Zé Renato |         |  |

| LP/CD Colômbia/Venezuela (1988) |                                                                   |                |                           |         |  |
| N.º                             | Título                                                            | Compositor(es) | Intérprete                | Duração |  |
| 1.                              | "Santa Fé"                                                        |                | Moraes Moreira            |         |  |
| 2.                              | "Sem Pecado e Sem Juízo"                                          |                | Baby Consuelo             |         |  |
| 3.                              | "Vitoriosa"                                                       |                | Ivan Lins                 |         |  |
| 4.                              | "Indecente [erroneamente intitulada "Incidente"]"                 |                | Anne Duá                  |         |  |
| 5.                              | "Amparito Amor [erroneamente intitulada "Amparito Amour"]"        |                | Cauby Peixoto             |         |  |
| 6.                              | "A Hora e a Vez"                                                  |                | Cláudio Nucci e Zé Renato |         |  |
| 7.                              | "A Outra"                                                         |                | Simone                    |         |  |
| 8.                              | "Coração Aprendiz"                                                |                | Fafá de Belém             |         |  |
| 9.                              | "Mil e Uma Noites de Amor"                                        |                | Pepeu Gomes               |         |  |
| 10.                             | "Mistérios da Meia-Noite"                                         |                | Zé Ramalho                |         |  |
| 11.                             | "Pelo Sim, Pelo Não [erronamente intitulada "Pelo Sin Pelo Não"]" |                | Cláudio Nucci e Zé Renato |         |  |
| 12.                             | "Coisas do Coração"                                               |                | Ritchie                   |         |  |

| LP Portugal (1988) |                          |                |                              |         |  |
| N.º                | Título                   | Compositor(es) | Intérprete                   | Duração |  |
| 1.                 | "Roque Santeiro"         |                | Sá & Guarabyra               |         |  |
| 2.                 | "Chora Coração"          |                | Wando                        |         |  |
| 3.                 | "De Volta Pro Aconchego" |                | Elba Ramalho                 |         |  |
| 4.                 | "Malandro Sou Eu"        |                | Beth Carvalho                |         |  |
| 5.                 | "Vitoriosa"              |                | Ivan Lins                    |         |  |
| 6.                 | "Dona"                   |                | Roupa Nova                   |         |  |
| 7.                 | "Verdades E Mentiras"    |                | Sá & Guarabyra               |         |  |
| 8.                 | "Aqui Tá Bom Demais"     |                | Dominguinhos e Chico Buarque |         |  |
| 9.                 | "Mal Nenhum"             |                | Joanna                       |         |  |
| 10.                | "Entra E Sai De Amor"    |                | Altay Veloso                 |         |  |

## Recepção

### Audiência
Sua média geral no método flagrante é de 74 pontos de audiência, sendo a telenovela de maior audiência da televisão brasileira, empatando o posto com Tieta. Em seu primeiro capítulo marcou 68 pontos. Na mesma semana, num sábado, foi registrada a menor audiência da novela: 58 pontos. A média da primeira semana foi de 65 pontos. Sua influência foi tamanha que nomeou o Mercado Roque Santeiro, um centro de comércio popular na periferia de Luanda, em Angola.
No dia 20 de agosto de 1985, no episódio 50, Roque Santeiro registrou audiência recorde: 81 pontos. Foi a primeira vez que a novela registrou índice acima de 80 pontos. Naquela semana, a média foi de 71 pontos.
No dia 17 de fevereiro de 1986, no episódio 205, Roque registrou audiência recorde: 91 pontos. Foi a primeira vez que a novela registrou índice acima de 90 pontos, fato que se repetiria apenas no último capítulo: 96 pontos. Na contagem por domicílios, sua média geral é de 62,6 pontos de média, registrando 60 pontos no primeiro capítulo.
No seu último capítulo, a novela marcou 96 pontos no método fragrante, com picos de 100. Sendo assim a novela mais assistida da TV Globo. Na contagem por domicílios, seu último capítulo marcou 72 pontos.
Quando foi reprisada, pela primeira vez em 1991 a audiência foi satisfatória, muito maior do que às das séries estrangeiras que ocupavam o horário da Sessão Aventura, chegando a marcar 36 pontos. Em sua segunda reprise, agora pelo Vale a Pena Ver de Novo em 2000, a novela foi regularmente derrotada pelo humorístico mexicano Chaves.

### Prêmios e indicações
| Ano  | Prêmio                   | Categoria          | Nomeação                   | Resultado | Ref.   |
| ---- | ------------------------ | ------------------ | -------------------------- | --------- | ------ |
| 1985 | Prêmio APCA de Televisão | Melhor Novela      | Roque Santeiro             | Venceu    | [ 31 ] |
| 1985 | Prêmio APCA de Televisão | Melhor Roteirista  | Dias Gomes Aguinaldo Silva | Venceu    | [ 31 ] |
| 1985 | Prêmio APCA de Televisão | Melhor Ator        | Lima Duarte                | Venceu    | [ 31 ] |
| 1985 | Prêmio APCA de Televisão | Melhor Atriz       | Regina Duarte              | Venceu    | [ 31 ] |
| 1985 | Prêmio APCA de Televisão | Revelação Feminina | Cláudia Raia               | Venceu    | [ 31 ] |
| 1986 | Troféu Imprensa          | Melhor Novela      | Roque Santeiro             | Venceu    | [ 32 ] |
| 1986 | Troféu Imprensa          | Melhor Ator        | Ary Fontoura               | Indicado  | [ 32 ] |
| 1986 | Troféu Imprensa          | Melhor Ator        | José Wilker                | Indicado  | [ 32 ] |
| 1986 | Troféu Imprensa          | Melhor Ator        | Lima Duarte                | Venceu    | [ 32 ] |
| 1986 | Troféu Imprensa          | Melhor Atriz       | Regina Duarte              | Venceu    | [ 32 ] |
| 1986 | Troféu Imprensa          | Melhor Atriz       | Yoná Magalhães             | Indicado  | [ 32 ] |
| 1986 | Troféu Imprensa          | Revelação do Ano   | Cláudia Raia*              | Venceu    | [ 32 ] |

* Empate com Tetê Espíndola.